# Cervelló
Cervelló este o localitate în Spania în comunitatea Catalonia în provincia Barcelona. În 2006 avea o populație de 7.674 locuitori cu o suprafață de 22 km2.
1. ↑  Nomenclátor Geográfico de Municipios y Entidades de Población (20240402 edition)
2. ↑  Montse Canas, la economista que se convierte en la primera alcaldesa de Cervelló (în spaniolă), 27 septembrie 2024, accesat în 28 octombrie 2024
3. 1 2   http://www.idescat.cat/pub/?id=aec&n=925&t=2016 Lipsește sau este vid: |title= (ajutor)